# Chiesa di Sant'Isidoro a Capo le Case
La chiesa di Sant'Isidoro a Capo le Case è un luogo di culto cattolico di Roma, nel rione Ludovisi, in via degli Artisti.

## Storia e descrizione
La chiesa, con l'annesso collegio, fu fondata grazie alla munificenza del nobile Ottaviano Vestri di Barbiano, come appare da una bolla di Urbano VIII del 1625. Venne realizzata in occasione della canonizzazione fatta da Gregorio XV nel 1622 di cinque santi, fra i quali lo spagnolo Isidoro Agricola: in quell'anno vennero a Roma alcuni francescani spagnoli (dell'ordine dei francescani scalzi, chiamati descalceati) con lo scopo di fondare un convento per i loro connazionali, ed edificarono la chiesa che dedicarono al nuovo santo spagnolo. Dopo due anni però la chiesa e il convento passarono ai francescani irlandesi, che fuggivano dalla loro patria perché perseguitati dai protestanti inglesi, e che ancora oggi ne sono i proprietari.

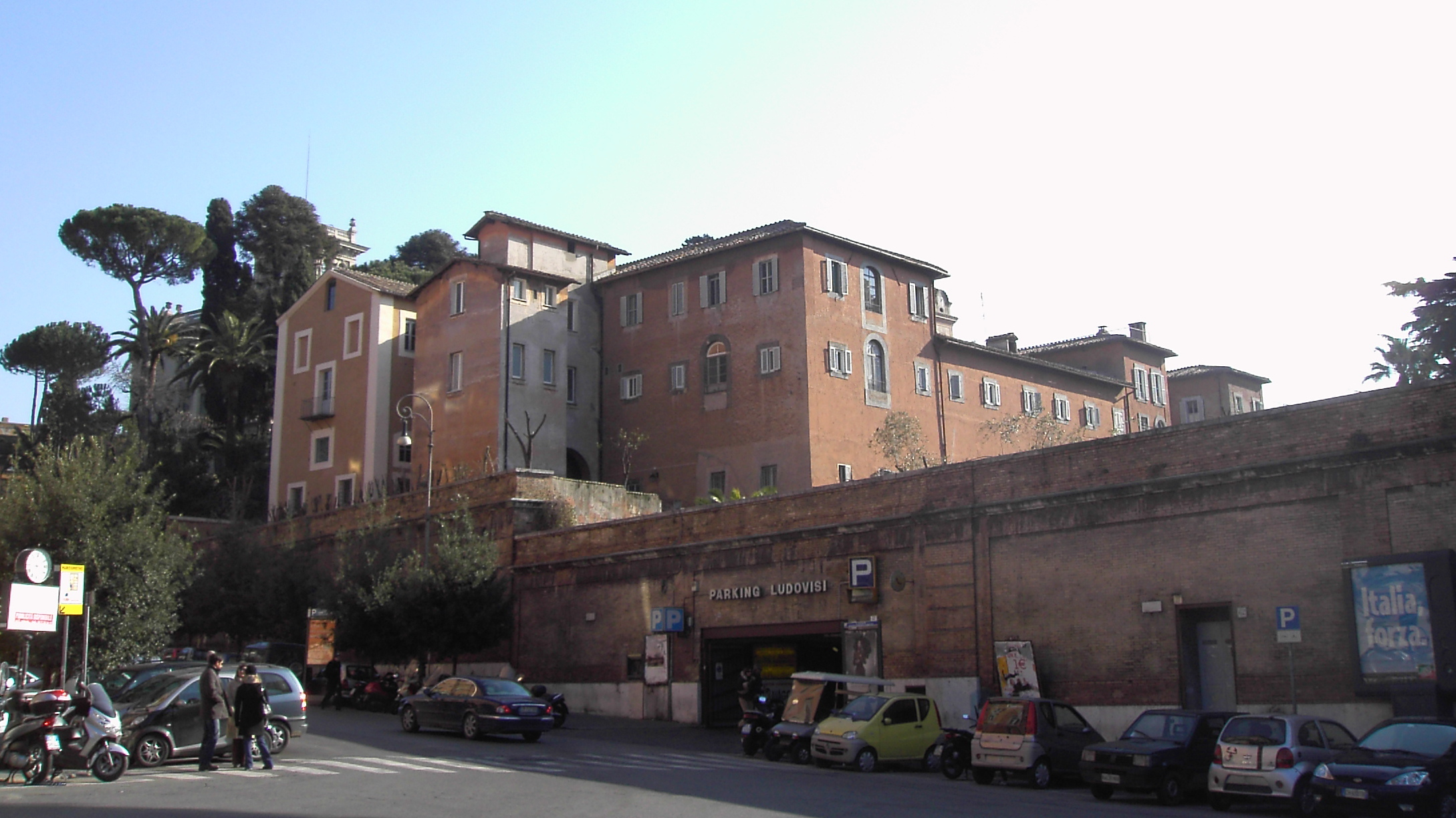
Il convento di Sant'Isidoro

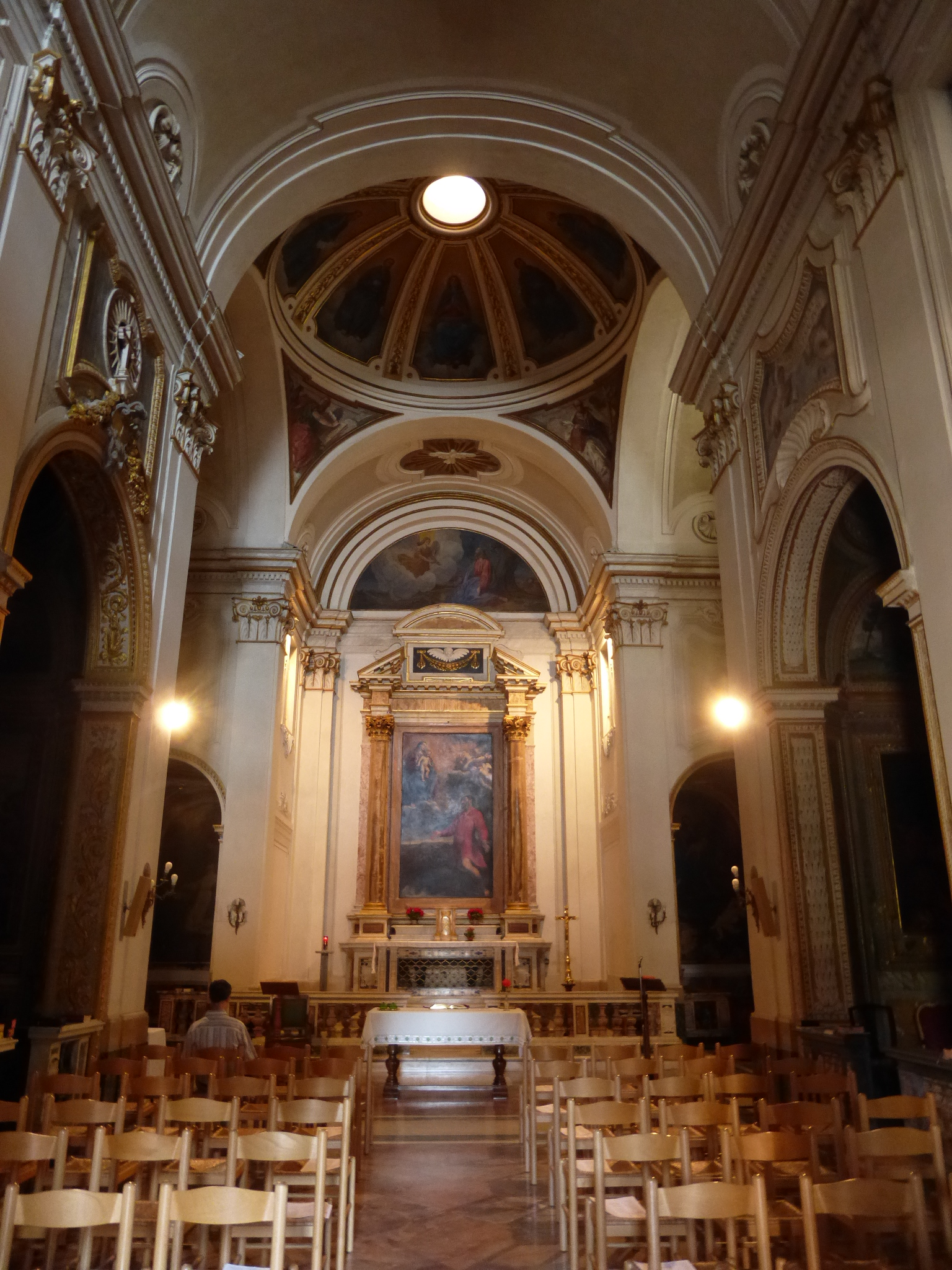
L'interno

La chiesa fu costruita da Antonio Felice Casoni e continuata da Domenico Castelli, mentre la facciata, con portico e doppia rampa di scale, è di Carlo Francesco Bizzaccheri (1704-1705). L'interno è ad unica navata a croce latina con volta a botte, due cappelle laterali per lato e due cappelle ai lati del presbiterio; in essa emergono soprattutto le opere di Carlo Maratta, tra cui le storie della vita di san Giuseppe, nella prima cappella a destra e una Immacolata Concezione nella cappella frontale destra De Sylva, con la cornice del dipinto progettata da Gian Lorenzo Bernini. La decorazione della cupola è opera di Domenico Bartolini dell'Ottocento. All'altare maggiore spicca Sant'Isidoro e la Vergine Maria col Bambino, opera di Andrea Sacchi. La Cappella da Sylva fu ristrutturata su disegno di Gian Lorenzo Bernini, mentre i monumenti sepolcrali ivi presenti sono di suo figlio, Paolo Valentino Bernini.
Il convento annesso alla chiesa mostra due chiostri, uno detto il piccolo chiostro progettato dal Casoni nel 1626, e l'altro chiamato chiostro del Wadding dal nome del suo autore, Luke Wadding con affreschi settecenteschi.
Il convento fu sede della confraternita dei Nazareni, movimento protoromantico di pittori prevalentemente tedeschi, alcuni dei quali vi risiedettero anche, per alcuni anni tra il 1810 e il ritorno di Pio VII nel 1814. Si deve a questa presenza il nome della strada da cui vi si accede, Via degli Artisti.